# Natale Gonnella
Natale Gonnella (Montelanico, 19 gennaio 1976) è un ex calciatore italiano, di ruolo difensore.

## Carriera

### Club
La sua carriera inizia nelle giovanili dell'Inter, nella stagione 1994-95 entra nel giro della prima squadra facendo la preparazione estiva e giocando alcune amichevoli durante le pause delle nazionali, sul finale di stagione complici i vari infortuni l'allenatore Ottavio Bianchi lo porta in panchina per la trasferta di Parma persa 3-0.
Poi, dopo una stagione al Gualdo, con 12 presenze e senza reti, viene acquistato dal Ravenna dove segnò la sua prima rete in 25 incontri.
Ma la sua vera carriera da difensore è a Verona, con l'Hellas Verona dove resta per sei stagioni di fila, dal campionato 1997-1998 fino al 2002-2003, con 113 presenze e 3 reti messe a segno.
In seguito, dopo la sua esperienza a Verona, va a Bergamo con l'Atalanta per due stagioni: dalla 2002-2003 alla stagione 2003-2004, con complessive 42 presenze e 2 gol.
Dopo una breve parentesi all'Arezzo nel settembre del 2004, con 18 presenze, torna nell'Atalanta dove scende in campo in 9 partite senza mai segnare.
Infine, nelle ultime due stagioni con il Pescara mette a segno 3 reti in 59 incontri.
Nella stagione 2007-2008, dopo una breve esperienza nel Grosseto, torna all'Hellas Verona. A fine stagione rientra al Grosseto, ma è messo fuori rosa per il limite regolamentare che impone una rosa a 21 elementi.
A novembre 2009 si aggrega al Como andando a rete alla prima apparizione in campionato.
Nell'estate del 2010 si accasa al Casale, "scudettata" squadra di Lega Pro Seconda Divisione con la quale disputa due campionati. Il primo chiuso con la salvezza, il secondo con la qualificazione ai play-off. Il cammino nerostellato si conclude in semifinale contro l'Entella: all'andata a Chiavari è 3-2 per i padroni di casa, sebbene Gonnella vada a segno nell'occasione a coronamento di un'azione epica. Al ritorno in Monferrato è 2-2, con Gonnella espulso per proteste e squalificato per tre giornate in seguito al contestato gol del portiere avversario Paroni, giunto al sesto minuto di recupero della ripresa. Si conclude così la carriera fra i professionisti e in estate arriva un ingaggio in Eccellenza, al Sant'Antonio di Medicina, in provincia di Bologna.
Nell'estate 2013 fa ritorno al Ravenna (quell'anno neopromosso in Eccellenza), tuttavia nel dicembre dello stesso anno lascia il club per via di un infortunio alla caviglia che lo costringe ad operarsi.
In carriera ha totalizzato 63 presenze (con 2 reti) in Serie A e oltre un centinaio di gare in Serie B.

### Nazionale
Ha fatto parte della selezione cha ha disputato l'europeo 1992, contando 14 presenze tra il 1991 e 1992 con la nazionale Under-16. Successivamente è stato convocato con l'Under-18 giocando alcune partite valide per la qualificazione all'europeo di categoria 1994.

### Allenatore
Nella stagione 2024/2025, entra a far parte dello staff del Fasano, affiancando il tecnico Gaetano Iannini, nel ruolo di vice.

## Palmarès

### Club

#### Competizioni giovanili
- Campionato Allievi Nazionali: 1

Inter: 1990-1991

#### Competizioni nazionali
- Campionato italiano di Serie B: 1

Verona: 1998-1999